# Двойной теракт в Белуджистане (2024)
7 февраля 2024 года в результате двух взрывов в провинции Белуджистан (Пакистан) погибло по меньшей мере 28 человек. Инцидент произошёл накануне всеобщих выборов. Атаки были нацелены на офисы кандидатов и партий. Ответственность за теракты взяли боевики «Исламского государства».

## Ход событий
Накануне всеобщих выборов 8 февраля в провинции Белуджистан произошло более двух десятков нападений на офисы кандидатов. Акции были организованы сепаратистами из группировки «Освободительная армия Белуджистана», призывавшей к бойкоту голосования.
Однако теракты 7 февраля были осуществлены «Исламским государством». Одну бомбу террористы зафиксировали на мотоцикле, оставив транспортное средство возле офиса независимого кандидата Асфанда Яр Хана Какара в Пишине. Здесь погибли по меньшей мере 16 человек. Взрыв произошёл в то время, когда кандидат встречался со своим агентом. Как заявил заместитель комиссара Пишина Джумадад Мандахайл, все жертвы были сторонниками политика. Примерно через полтора часа в районе Килла-Сайфулла произошёл второй взрыв. Целью атаки стал офис партии Джамият Улема-и-Ислам (Фазл). Погибло 12 человек. Как и в предыдущем случае, бомба была установлена на мотоцикле. По данным полиции, в момент взрыва в здании находилось большое количество рабочих. Некоторые из раненых были доставлены на вертолёте в столицу провинции Кветту.

## Последствия
Пакистан сообщил о закрытии границ с Афганистаном и Ираном до 9 февраля для обеспечения безопасности во время выборов.
Ответственность за теракт взяли боевики «Исламского государства». 9 февраля Inter-Services Public Relations, медиа-крыло Вооружённых сил Пакистана, назвала имя террориста. Им был Абдул Шакур, который позже был убит силами безопасности в перестрелке в районе Килла-Сайфулла. Он якобы планировал совершить ещё несколько терактов в Белуджистане.

## Реакция
Президент страны Ариф Алви осудил нападения и выразил сочувствие семьям жертв.
Соболезнования правительству Пакистана направили Великобритания, Египет, Иран, Саудовская Аравия, ОАЭ.
Генеральный секретарь ООН Антониу Гутерриш решительно осудил взрывы, а его пресс-секретарь добавил, что нападения «явно связаны» с выборами.
Amnesty International выразила обеспокоенность эскалацией насилия в отношении кандидатов и политических структур. Двойной теракт был назван «возмутительной атакой на демократический процесс» и нарушением прав человека.